# Lưỡng Đương
Lưỡng Đương (chữ Hán giản thể: 两当县, chữ Hán phồn thể: 兩當縣, bính âm: Liǎngdāng Xiàn, âm Hán Việt: Lưỡng Đương huyện) là một huyện thuộc địa cấp thị Lũng Nam, tỉnh Cam Túc, Cộng hòa Nhân dân Trung Hoa. Huyện này có dân số năm 2004 là 50.000 người. Mã số hành chính của Lưỡng Đương là 742400. Chính quyền huyện Lưỡng Đương đóng ở trấn Thành Quan. Về mặt hành chính, huyện này được chia thành 1 trấn, 13 hương.
- trấn (Trung Quốc): Thành Quan.
- Hương: Dương Điếm, Hữu Gia, Hiển Long, Ngư Trì, Hưng Hóa, Trạm Nhi Hạng, Tây Pha, Trương Gia, Thái Dương, Vân Bình, Thái Sơn, Quảng Kim và Kim Động.